# تيموليلت (تيموليلت)
تيموليلت هي إحدى مشيخات المملكة المغربية، تتبع جغرافيا لإقليم أزيلال وإداريًا لتيموليلت. يقدر عدد سكانها بـ 3603 نسمة حسب الإحصاء الرسمي للسكان والسكنى لسنة 2004.